# قاي فرانكلين فان إيتون
قاي فرانكلين فـان إيتون هو سياسي كندي، ولد في 1878، وتوفي في 9 يناير 1950. انتخب عضو المجلس التشريعي في ساسكاتشوان.